# Pic Atwell
Pour les articles homonymes, voir Atwell.
Le pic Atwell (en anglais : Atwell Peak) est un sommet volcanique du mont Garibaldi, en Colombie-Britannique au Canada. Il culmine à 2 655 m d'altitude.

## Toponymie
Le pic Atwell est nommé en l'honneur d'Atwell Duncan Francis Joseph King (1877-1947), chef de l'expédition ayant réalisé la première ascension du mont Garibaldi en 1907.

## Géographie

### Localisation
Le pic Atwell est un sommet volcanique situé sur le versant méridional du mont Garibaldi, qui est un stratovolcan dont le relief actuel a été formé au cours de la dernière glaciation. Ils font partie de la ceinture volcanique de Garibaldi, qui est un segment de l'arc volcanique des Cascades, mais ne sont pas dans la limite géographique de la chaîne des Cascades. Les chaînons Garibaldi sont une partie des chaînons du Pacifique.

### Topographie
Le pic s'est formé lors d'un période d'activité volcanique entre 510 000 et 220 000 ans BP. Il a été à l'origine de nombreuses nuées ardentes pendant le développement du mont Garibaldi.
De fréquents glissements de terrain sur sa face ouest tombent abruptement dans la rivière Cheekye.
Le pic Atwell est souvent confondu avec le mont Garibaldi car, depuis Squamish, il masque le pic principal et semble être le véritable sommet.
Il possède trois arêtes, au nord, sud et est. Les arêtes nord et est se rejoignent près du sommet par une barre rocheuse horizontal d'une centaine de mètres. Toutes les arêtes sont acérées.

### Glaciers et champ de glace
À l'est du pic se trouve le névé Garibaldi, qui est célèbre pour abriter une compétition de ski chaque année. Deux autres petits glaciers se trouvent juste à l'est du pic, le glacier Diamond et le glacier Bishop, en plus d'un autre vers le nord, le glacier Cheekye.

## Histoire
Le sommet a été gravi pour la première fois en 1911 par A. Armistead, B. Darling, J. Davies, F. Hewton et A. Morkill.

## Ascension
Le pic Atwell est habituellement escaladé pendant l'hiver ou au début du printemps pour profiter du gel de la roche qui est habituellement friable. L'arête nord est la voie la plus directe vers le sommet.